# 윤박
윤박(1987년 11월 18일 ~ )은 대한민국의 배우이다.

## 학력
- 광성고등학교(졸업)
- 한국예술종합학교 연극원 연기과 예술사(졸업)

## 연기 활동

### 드라마
- 2012년 MBC EVERY1 9부작 토요시트콤 《할 수 있는 자가 구하라》 ... 윤박 역
- 2012년 JTBC 수목드라마 《친애하는 당신에게》 ... 박호기 역
- 2012년 KBS2 드라마 스페셜 《태권, 도를 아십니까》 ... 석호 역
- 2012년 tvN 월,화,수,목 일일연속극 《유리가면》 ... 강건 역
- 2013년 KBS2 드라마 스페셜 연작시리즈 《사춘기 메들리》 ... 이원일 역
- 2013년 KBS2 월화드라마 《굿 닥터》 ... 우일규 역
- 2013년 MBC 주말연속극 《사랑해서 남주나》 ... 김준성 역
- 2014년 KBS2 주말연속극 《가족끼리 왜 이래》 ... 차강재 역
- 2014년 KBS2 월화드라마 《연애의 발견》 ... (2회 특별출연) 역
- 2014년 OCN 일요드라마 《리셋》 ... 김인석 역 (우정출연)
- 2014년 웹 드라마 《썸남썸녀》 ... 남자 6호 역
- 2015년 MBC 주말 특별기획 드라마 《여왕의 꽃》 ... 박재준 역
- 2015년 웹 드라마 《대세는 백합》 ... 구남 역
- 2016년 웹 드라마 《출출한 여자 Season Ⅱ》 ... 윤박 역
- 2016년 SBS 드라마스페셜 《돌아와요 아저씨》 ... 정지훈 역
- 2016년 JTBC 금토드라마 《청춘시대》 ... 박재완 역
- 2016년 KBS2 수목드라마 《함부로 애틋하게》 ... 서윤후 역 (특별출연)
- 2017년 tvN 월화드라마 《내성적인 보스》 ... 강우일 역
- 2017년 JTBC 금토드라마 《청춘시대 2》 ... 박재완 역 (특별출연)
- 2017년 JTBC 웹 드라마 《마술학교》 ... 제이 역
- 2017년 JTBC 금토드라마 《더 패키지》 ... 의문의 추적자 / 윤수수 역
- 2018년 KBS2 월화드라마 《라디오 로맨스》 ... 이강 역
- 2018년 KBS2 드라마 스페셜 《참치와 돌고래》 ... 한유라 역
- 2018년 tvN 토일드라마 《나인룸》 ... 젊은 기산(추영배) 역 (특별출연)
- 2019년 JTBC 금토드라마 《리갈 하이》 ... 강기석 역
- 2019년 tvN 월화드라마 《왕이 된 남자》 ... 기성군 역 (특별출연)
- 2019년 KBS2 주말연속극 《사랑은 뷰티풀 인생은 원더풀》 ... 문태랑 역
- 2020년 JTBC 금토드라마 《이태원 클라쓰》 ... 김성현 역 (3회 특별출연)
- 2020년 JTBC 수목드라마 《쌍갑포차》 ... 영화 〈돌풍남녀〉 남자주인공 역 (특별출연)
- 2020년 OCN 주말드라마 《써치》 ... 송민규 역
- 2020년 tvN 월화드라마 《산후조리원》 ... 김도윤 역
- 2021년 tvN 월화드라마 《너는 나의 봄》 ... 채준 / 이안 체이스 역
- 2022년 JTBC 토일드라마 《기상청 사람들: 사내연애 잔혹사 편》 ... 한기준 역
- 2022년 Seezn 금요드라마 《가우스전자》 ... 배수진 역 (우정출연)
- 2022년 MBC 4부작 금토드라마 《팬레터를 보내주세요》 ... 방정석 역
- 2023년 tvN 월화드라마 《이로운 사기》 ... 고요한 역
- 2024년 JTBC 토일드라마 《닥터 슬럼프》 ... 빈대영 역
- 2024년 쿠팡플레이 & 채널A 토일 드라마 《새벽 2시의 신데렐라》 … 서시원 역
- 2024년 tvN 토일드라마 《사랑은 외나무다리에서》... 김지웅 역 (특별출연)
- 2025년 KBS2 주말드라마 《독수리 5형제를 부탁해!》 ... 오범수 역
- 2025년 CHANNEL A 주말 미니시리즈 《마녀》 ... 양복 남 역 (특별출연)
- 2025년 tvN 월화드라마 《그놈은 흑염룡》... 손님 역 (특별출연)
- 2025년 TV CHOSUN 미니시리즈 《다음생은 없으니까》 ... 노원진 역

### 영화
| 연도 | 제목               | 역할       | 비고     |
| ---- | ------------------ | ---------- | -------- |
| 2010 | 나방스파크         | 박         |          |
| 2013 | 사이코메트리       | 불량학생 1 | 단역     |
| 2013 | 다정하게 바삭바삭  | 상엽       | 단편영화 |
| 2014 | 서울연애           | 상원       |          |
| 2018 | 식구               | 재구       |          |
| 2019 | 광대들: 풍문조작단 | 진상       |          |
| 2023 | 제비               | 제비       |          |

### 연극
- 2014년 《관객모독》
- 2016년 《망원동 브라더스》
- 2017년 《3일간의 비》

### 뮤직 비디오
- 10cm - 《오늘밤은 어둠이 무서워요》(2010)
- 선미 - 《보름달》(2014)
- 2AM - 《나타나주라》(2014)
- 백아연 - 《춥지 않게》(2020)

## 연기 외 활동

### 예능
- 2014년 9월 25일 KBS2 《해피투게더 3》 - 게스트
- 2015년 MBC 《황금어장 라디오스타》 - 게스트(7/1), 일일 MC (7/8)
- 2015년 tvN 《집밥 백선생》 - 고정 패널
- 2015년 MBC 《능력자들》 - 고정 패널
- 2015년 SBS 《런닝맨》 - 게스트
- 2016년 tvN 《아버지와 나》 - 고정 패널
- 2016년 SBS 《정글의 법칙 in 뉴칼레도니아》 - 고정 패널
- 2016년 tvN 《수요미식회》 69회 치킨편 게스트
- 2016년 7월 5일 ~ 2016년 7월 12일 JTBC 《님과 함께 2 - 최고의 사랑》 - 게스트
- 2016년 9월 15일 KBS2 《해피투게더 3》 - 게스트
- 2016년 11월 12일 ~ 2016년 11월 19일 MBC 《마이 리틀 텔레비전》 - 게스트
- 2017년 4월 5일 tvN 《편의점을 털어라》 - 게스트
- 2017년 4월 8일 tvN 《내 귀에 캔디 2》 - 고정
- 2017년 4월 10일 SBS 《런닝맨》 - 게스트
- 2017년 5월 3일 tvN 《수요미식회》 - 가족외식 특집 게스트
- 2017년 JTBC 《비정상회담》 - 게스트
- 2017년 6월 KBS2 《배틀트립》 - 배우고오는여행 2탄 푸켓
- 2017년 7월 tvN 《인생술집》 - 29회 게스트
- 2018년 6월 28일 tvN 《인생술집》 - 77회 게스트
- 2018년 10월 1일 ~ 2018년 12월 17일 tvN 《선다방 2》 - 고정 패널
- 2019년 4월 6일 ~ 2019년 4월 20일 (3주) SBS《정글의 법칙 in 태즈먼》 - 고정 패널
- 2019년 4월 10일 JTBC 《차이나는 클라스》 104회 게스트
- 2019년 3월 22일 ~ 2019년 6월 14일 [네모여행 in 스페인] [{JYP 액터스 유투뷰 채널}] 윤박 강훈 신예은 출연
- 2019년 8월 28일 ~ 2019년 10월 2일 JTBC 《가드닝 프로젝트 꽃밭에서》 - 고정 패널
- 2019년 10월 3일 KBS2 《해피투게더 4》 - 〈사랑은 뷰티풀 인생은 원더풀〉특집 게스트
- 2021년 2월 16일 ~ 2021년 5월 25일 tvN 《온앤오프 2》 - 고정 패널
- 2022년 4월 9일 MBC 《전지적 참견 시점》 - 194회 출연
- 2022년 6월 30일 SBS  《꼬리에 꼬리를 무는 그날  이야기》 -  34회 시와피 편 출연
- 2022년 7월 20일 ~ 2022년 9월29일 《그레이트 서울 인베이전》 - 진행
- 2022년 12월 17일 MBC 《심야괴담회》 - 70회 게스트
- 2023년 1월 12일 SBS  《꼬리에 꼬리를 무는 그날  이야기》 -   61회 협박범의 편지 4천만 대국민 인질극 편 출연
- 2023년 6월 25일 ~ JTBC 《웃는 사장》- 고정
- 2024년 6월 3일 ENA 《찐팬구역》 - 게스트
- 2024년 12월 9일 ~ 12월 15일 MBC FM4YOU 《이석훈의 브런치카페》라디오 스폐셜 DJ

## 홍보대사
- 2015년 제17회 서울국제청소년영화제 홍보대사[1]
- 2017년 제2회 J필름페스티벌 홍보대사[2]2017년 3월 23일 ~ 3월 29일
- 2017년 2017 농촌재능나눔 범국민 캠페인-다함께 농런(農-Run) 스타 릴레이 홍보대사[3]
- 2017년 제1회 신필름 예술영화제 홍보대사[4]
- 2023년 7월 ~ 법무부 명예 보호관찰관 홍보대사

## 수상 및 후보
| 연도 | 시상식                         | 부문                              | 작품                                                                                         | 결과 |
| ---- | ------------------------------ | --------------------------------- | -------------------------------------------------------------------------------------------- | ---- |
| 2010 | 제34회 MBC 대학가요제          | 동상                              | 못 노는 애들 <이종민, 김하나, 박희철, 송상은, 윤박, 최두영 등. (한국예술종합학교)> - AM 5:30 | 수상 |
| 2015 | MBC 방송연예대상               | 뮤직·토크쇼부문 남자 신인상       | 황금어장 라디오스타                                                                          | 후보 |
| 2015 | MBC 연기대상                   | 남자 신인연기상                   | 여왕의 꽃                                                                                    | 후보 |
| 2016 | SBS 연기대상                   | 판타지드라마부문 남자 특별연기상  | 돌아와요 아저씨                                                                              | 후보 |
| 2018 | KBS 연기대상                   | 남자 연작 · 단막극상              | KBS 드라마 스페셜 - 참치와 돌고래                                                            | 수상 |
| 2019 | KBS 연기대상                   | 장편드라마부문 남자 우수연기상    | 사랑은 뷰티풀 인생은 원더풀                                                                  | 후보 |
| 2021 | 제7회 아시아태평양 스타 어워즈 | 연속극부문 남자 우수연기상        | 사랑은 뷰티풀 인생은 원더풀                                                                  | 후보 |
| 2022 | MBC 연기대상                   | 일일·단막극부문 남자 최우수연기상 | 팬레터를 보내주세요                                                                          | 후보 |